# Iveco Eurotech
Iveco EuroTech — вантажівки великої вантажності для міських і міжміських перевезань італійської компанії Iveco. Виробництво моделі почалося в 1992 році і тривало до 2002 року. В 1993 році EuroTech отримав титул Міжнародна вантажівка 1993 року. Він був підготовлений з шістьма різними двигунами, трьома різними конфігураціями і трьома кабінами. Дизайн кабіни взятий від Iveco Eurocargo.
Вантажівки повною масою 18-26 пропонувалася в трьох варіантах «МТ», «МР» і «НМ» з рядними 6-ти циліндровими моторами з турбонаддувом (5,8-13,8 л, 227-420 к.с.), механічними або автоматичними коробками передач .

## Версії

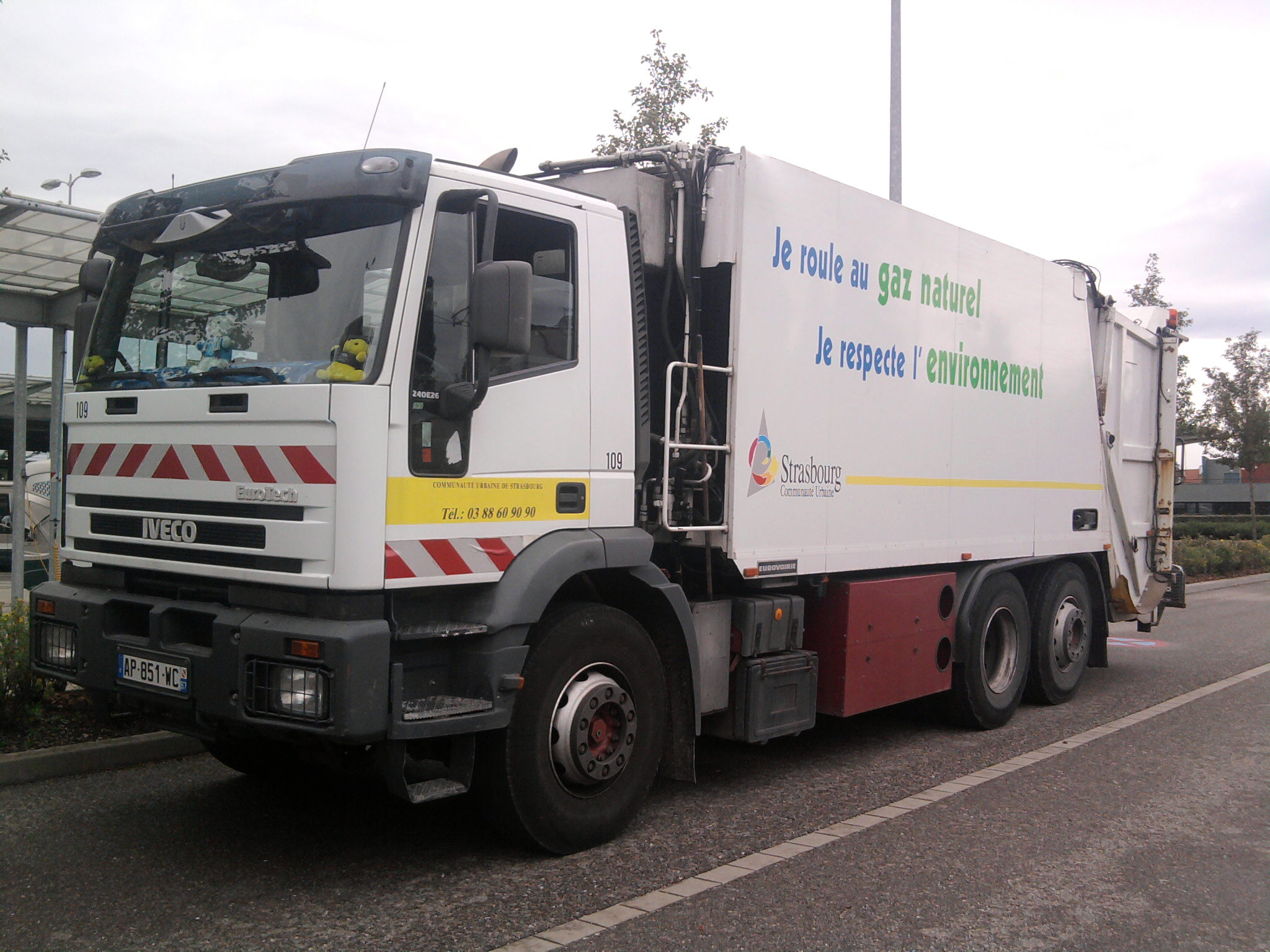
Вантажівка Iveco EuroTech 6x2 з короткою кабіною

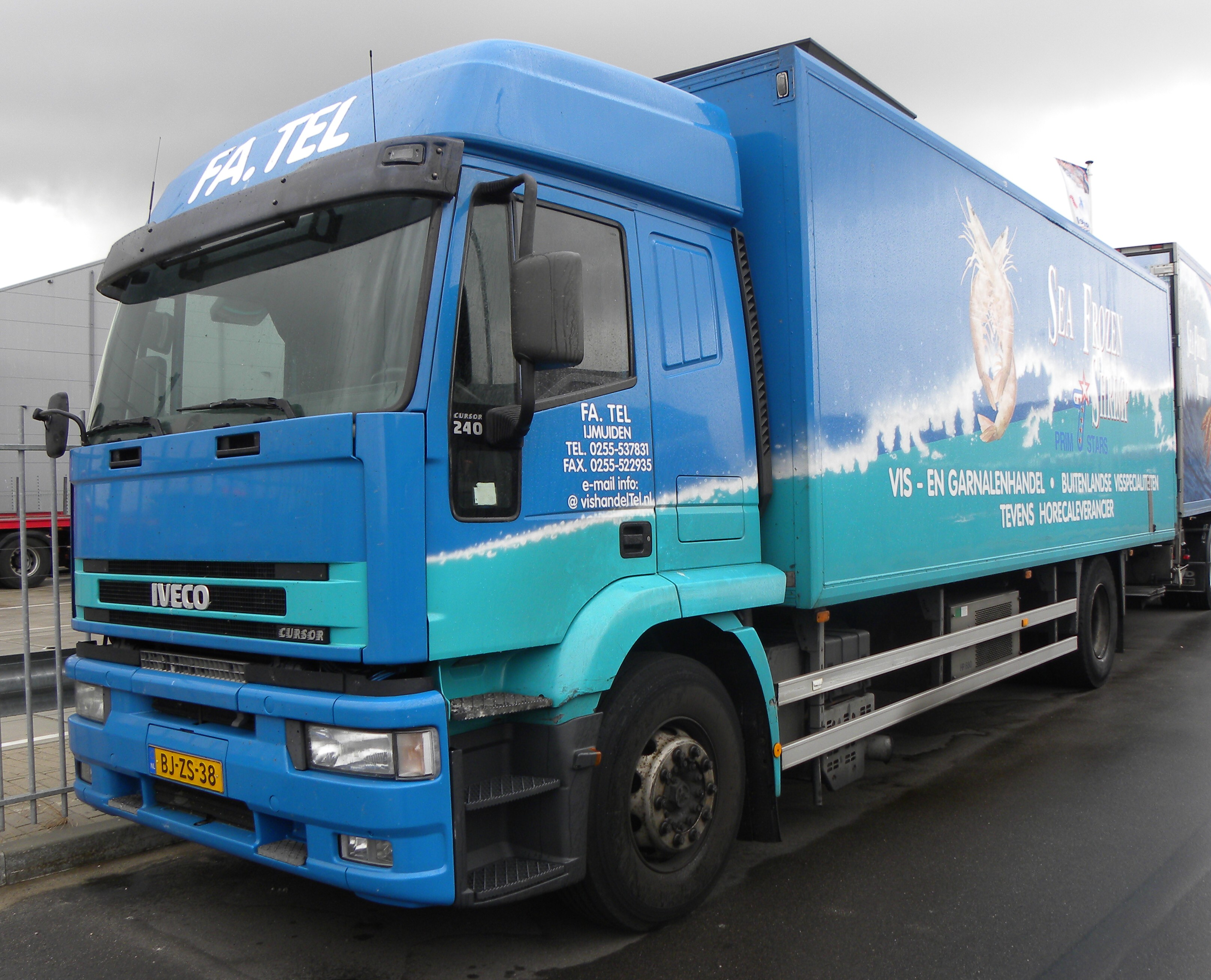
Вантажівка Iveco EuroTech 4x2 з довгою кабіною

### Двигуни
- Iveco 8060,45 S TCA, 5861 см3, 167 кВт (227 к.с.)
- Iveco 8360,46, 7685 см3, 196 кВт (266 к.с.)
- Iveco 8460,41 C, 9495 см3, 220 кВт (300 к.с.)
- Iveco 8460,41 K, 9495 см3, 254 кВт (345 к.с.)
- Iveco 8460,41 L, 9495 см3, 275 кВт (375 к.с.)
- Iveco 8210,42, 13798 см3, 309 кВт (420 к.с.)

### Варіанти кузова
- Шасі 4x2 (180E і 190E)
- Шасі 6x2 (240E)
- Сідловий тягач 4x2 (440E)

### Коробки передач
- Коробка передач Iveco 9 передач вперед і задній хід
- TS11612 і TS13612-Eaton Fuller 12 передач вперед і 3 передачі заднього ходу
- ZF 16S151 16S221 16 передач вперед і 2 передачі заднього ходу
- ZF Euro Tronic з автоматичним зчепленням (доступна з 1996 року тільки на моделях від 375 к.с.)

### Кабіни
- Стандартна кабіна
- Sleeper Cab з низьким дахом
- Sleeper Cab з високим дахом